# 니시산소역
니시산소역(일본어: 西三荘駅)은 일본 오사카부 가도마시에 위치한 게이한 전기철도 게이한 본선의 역이다. 역 번호는 KH12이다.

## 역사
- 1974년 10월 6일: 복선 중 하행선만 입체화, 하행 승강장을 옛 가도마 역의 플랫폼으로 선행 사용 개시.
- 1975년 3월 23일: 상행선 고가화와 함께 니시산소 역 개업, 아울러 가도마 역 폐지.
- 1976년
  - 5월 16일: 가설 상행 승강장 철거, 신 상행 승강장 준공 사용 개시.
  - 8월 9일: 자동개찰구 사용 개시.
  - 9월 12일: 고가 복복선화.
- 1979년 10월 6일: 고가 밑부분에 상업 공간 "엘 니시산소"가 오픈.
- 1988년 11월 28일: 유료주륜장 영업 개시.
- 1989년 2월 13일: 상하행선의 승강장을 8량 편성에 대응시키기 위해 연장됨.
- 1993년 8월 2일: 상하행선의 승강장 대합실을 냉방화.
- 2001년 5월: 휠체어용 계단 승강기를 콩코스과 지상 사이에 설치.
- 2009년 12월 23일: 신체 장애자용 엘리베이터 3기 설치, 사용 개시.
- 2010년 12월 24일: 상하행선의 승강장에 이상 전화 설치기를 설치.

## 역 구조
통과선 2개를 두고 상대식 승강장 2면 2선의 고가역이다. 개찰구와 대합실은 2층, 승강장은 3층에 있다. 개찰구는 1곳만 존재한다. 개찰 외에는 편의점이 있고, 고가시타에는 "엘 니시산소"라 불리는 점포들이 있으며 역전 광장 사거리 등은 두지 않았다.

### 승강장
| 번호 | 노선          | 방향 | 행선                                               |
| ---- | ------------- | ---- | -------------------------------------------------- |
| 1    | ■ 게이한 본선 | 상행 | 가야시마・히라카타시・산조・데마치야나기 방면      |
| 2    | ■ 게이한 본선 | 하행 | 모리구치시・교바시・요도야바시・나카노시마 선 방면 |

## 이용 현황
| 연도별 1일 평균 하차 승차 인원 | 연도별 1일 평균 하차 승차 인원 | 연도별 1일 평균 하차 승차 인원 | 연도별 1일 평균 하차 승차 인원 |
| 연도                           | 특정일                         | 특정일                         |                                |
| 연도                           | 하차 인원                      | 승차 인원                      |                                |
| ------------------------------ | ------------------------------ | ------------------------------ | ------------------------------ |
| 1995년                         | 27,268                         | 13,163                         |                                |
| 1996년                         | -                              | -                              |                                |
| 1997년                         | -                              | -                              |                                |
| 1998년                         | 25,357                         | 12,155                         |                                |
| 1999년                         | -                              | -                              |                                |
| 2000년                         | 25,613                         | 12,206                         |                                |
| 2001년                         | -                              | -                              |                                |
| 2002년                         | 25,291                         | 12,052                         |                                |
| 2003년                         | 24,781                         | 11,927                         |                                |
| 2004년                         | 24,555                         | 11,801                         |                                |
| 2005년                         | 24,232                         | 11,700                         |                                |
| 2006년                         | 24,990                         | 12,093                         |                                |
| 2007년                         | 26,032                         | 12,563                         |                                |
| 2008년                         | 26,263                         | 12,682                         |                                |
| 2009년                         | 25,198                         | 12,373                         |                                |
| 2010년                         | 25,252                         | 12,288                         |                                |
| 2011년                         | 25,196                         | 12,090                         |                                |
| 2012년                         | 24,309                         | 11,619                         |                                |
| 2013년                         | 22,971                         | 11,034                         |                                |
| 2014년                         | 21,462                         | 10,366                         |                                |
| 2015년                         | 21,743                         | 10,490                         |                                |

## 역 주변
파나소닉 관련 사업장이나 공장들이 많다. 그래서 2000년경까지는, 차내 방송 시 "니시산소・마쓰시타마에"라고 명명하기도 했다.
- 파나소닉 본사
  - 파나소닉 뮤지엄 마쓰시타 고노스케 역사관
  - 사쿠라 광장(약 190개의 왕벚나무를 심고 있다.)
- 파나소닉 일렉트로닉 디바이스
- 에스틱
- 가도마 모토마치 우체국
- 오사카 전기 통신 대학 고등학교
- 엘 니시산소(고가시타의 쇼핑몰)
- 모리구치 시 현대 남화 미술관
- 아마노 신사(경내에 "나오하라 타마오"의 노래비가 있다.)
- 니시산소 여유도(아마노 신사 부근에서 꽃 박람회 기념 공원으로 이르는 약 2km의 산책로)
- 가도마혼마치 상점회 조합

## 인접역
| 게이한 전기철도 ■ 게이한 본선   | 게이한 전기철도 ■ 게이한 본선 | 게이한 전기철도 ■ 게이한 본선   |
| ------------------------------- | ----------------------------- | ------------------------------- |
| KH11 모리구치시 요도야바시 방면 | ■ 구간급행 ■ 보통             | 가도마시 KH13 데마치야나기 방면 |